# HI領域
HI領域 (英：H I region)は、中性水素原子で構成される星間雲である。部分的には、ヘリウムやその他の元素も存在する。これらの領域は、21cm線のスペクトル線を除いて明るくない。この線は、非常に低い遷移確率を持つため、見るために多量の水素ガスを必要とする。HI領域がHII領域等の拡大するイオン化ガスと衝突してイオン化された面では、後者はその他の場合と比べて非常に明るく輝くようになる。HI領域のイオン化度は非常に低く、10-4程度である。HI領域の温度は約100Kで、拡大するHII領域の付近を除いて等温であると考えられている。HII領域の付近ではHI領域の密度が濃く、HI領域のその他の部分とは衝撃波面で、HII領域とはイオン化面で分離される。

## 概要
電波望遠鏡によるHI放出のマッピングは、渦巻銀河の構造を決定するために行われる。
HI領域は、水素をイオン化するのに十分なエネルギー(13.6eV)を持った光子を効率よく吸収する。これらは銀河系内の至る所に存在するが、「ロックマンの穴」は、極紫外線や軟X線で遠くの天体を観測するための数少ない「窓」の1つとなっている。